# Las Maravillas, Veracruz
Las Maravillas är en ort i Mexiko.   Den ligger i kommunen Tres Valles och delstaten Veracruz, i den sydöstra delen av landet, 300 km öster om huvudstaden Mexico City. Las Maravillas ligger 54 meter över havet och antalet invånare är 205.
Terrängen runt Las Maravillas är huvudsakligen platt. Las Maravillas ligger uppe på en höjd. Runt Las Maravillas är det ganska tätbefolkat, med 75 invånare per kvadratkilometer. Närmaste större samhälle är Tuxtepec, 18,4 km söder om Las Maravillas. Omgivningarna runt Las Maravillas är en mosaik av jordbruksmark och naturlig växtlighet.